# San Giovanni di Gerace
San Giovanni di Gerace – miejscowość i gmina we Włoszech, w regionie Kalabria, w prowincji Reggio Calabria.
Według danych na rok 2004 gminę zamieszkiwało 609 osób, 46,8 os./km².